# Engie Brasil
A Engie Brasil Energia (B3: 17329, EGIE3), anteriormente Tractebel Energia é a segunda maior geradora  de energia do Brasil, possuindo uma participação de cerca de 5,2% no mercado brasileiro. Sua capacidade instalada própria é de 9.008 MW, composta por 99 plantas operadas por ela, das quais onze são hidrelétricas, três a biomassa, quarenta e nove eólicas, duas pequenas centrais hidrelétricas (PCHs) e duas solares. Possui 100% de capacidade instalada operada de fontes limpas e renováveis.
Com sede em Florianópolis, a companhia atua desde 1998 na geração, transmissão e comercialização de energia, por meio da implantação e operação de usinas. Controlada pelo grupo franco-belga Engie (68,7%), a Engie encerrou 2017 com um quadro de 1 048 empregados próprios e passou a atuar também no segmento de transmissão de energia.

## Histórico
Em 1998, a Engie iniciou suas atividades no Brasil, obtendo a concessão para a construção e operação da Usina Hidrelétrica de Cana Brava (450 MW).
Em 1995, a Eletrosul foi incluída no Programa Nacional de Desestatização (PND).
Em dezembro de 1997, todo o parque gerador da Eletrosul passou a pertencer a outra empresa, a Centrais Geradoras do Sul do Brasil (Gerasul). Com isso, a Eletrosul transformou-se numa empresa de transmissão, alterando sua denominação para Empresa Transmissora de Energia do Sul do Brasil. A Gerasul foi vendida ao grupo franco-belga Tractebel em 15 de setembro de 1998 na Bolsa de Valores do Rio de Janeiro por 947 milhões de reais.
Em julho de 2016, a empresa mudou de nome para Engie Brasil.
Em junho de 2019, foi realizada a venda de 90% das ações da Transportadora Associada de Gás S.A (TAG) para o consórcio formado pela franco belga Engie e pelo fundo canadense Caisse de Dépôt et Placement du Québec (CDPQ) com o pagamento de R$ 33,5 bilhões, com a continuidade da utilização pela Petrobrás dos serviços de transporte de gás natural prestados pela TAG. Em julho de 2020, foi celebrado contrato de compra e venda de ações da participação remanescente de 10% na Transportadora Associada de Gás S.A. (TAG), com o grupo formado pela ENGIE e pelo fundo canadense Caisse de Dépôt et Placement du Québec (CDPQ).
A TAG é proprietária e gestora de importante parcela dos ativos de transporte de gás natural do país, distribuídos entre as regiões Norte, Nordeste e Sudeste, entre eles: o Gasene, Malhas do Nordeste, Pilar-Ipojuca e o Urucu-Manaus.

## Parque gerador
O parque gerador da Engie conta com 68 usinas, das quais onze são hidrelétricas, três a biomassa, quarenta e nove eólicas, duas pequenas centrais hidrelétricas (PCHs) e duas solares. Desses empreendimentos, 64 são controlados integralmente pela companhia, de modo que a capacidade instalada própria total soma 8.441 MW.
Em 2017, duas novas concessões contribuíram para ampliar essa representatividade: as usinas hidrelétricas Jaguara e Miranda. Com 424 MW de capacidade instalada, a usina hidrelétrica Jaguara se localiza no município de Rifaina (SP) e iniciou sua operação comercial em 1971. A usina hidrelétrica Miranda, por sua vez, está localizada em Indianópolis (MG), com 408 MW de capacidade instalada, e completará 20 anos de operação em 2018. Ambas as concessões foram a leilão em 27 de setembro de 2017, conforme parâmetros técnicos e econômicos estabelecidos na Resolução nº 12/2017, do Conselho Nacional de Política Energética (CNPE).
Nos últimos anos, a Engie vem diversificando o seu portfólio de usinas, a partir do uso de fontes alternativas de energia, tais como a biomassa e eólica. Inaugurou, em outubro de 2012, a usina hidrelétrica Estreito (1.078 MW de capacidade instalada), na divisa entre Maranhão e Tocantins, e iniciou, em abril de 2014, a operação total do complexo eólico Trairi, no Ceará (capacidade instalada de 115 MW), formado por quatro parques eólicos.

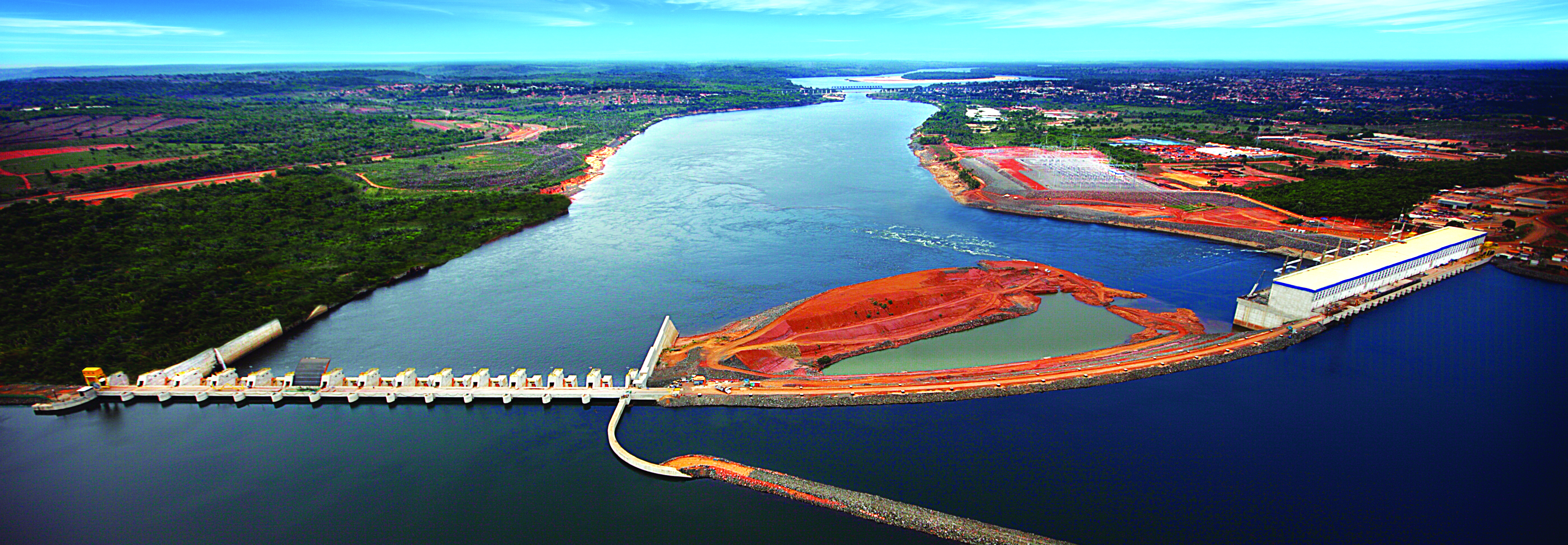
Vista aérea da hidrelétrica de Estreito

Além disso, foram implantados dois novos parques eólicos na Bahia em 2021ː o complexo eólico Campo Largo e o complexo eólico Umburanas. Juntos, eles agregaram 626,7 MW de capacidade, as maiores usinas eólicas da companhia. A construção e a aquisição de novas unidades de geração de energia também fazem parte da estratégia do grupo ENGIE em intensificar os investimentos em geração de energia no Brasil.
Hoje, o grupo tem participação na usina hidrelétrica de Estreito (1.087 MW), no rio Tocantins, no Maranhão; na usina hidrelétrica Jirau (3.300 MW), no rio Madeira, em Rondônia; na usina hidrelétrica de Salto Santiago (1.420 MW) e na usina hidrelétrica de Salto Osório (1.078 MW),  no rio Iguaçu, no Paraná; na usina hidrelétrica de Cana Brava (450 MW), no rio Tocantins, em Goiás; na usina hidrelétrica de Jaguara (424 MW), no rio Grande, em São Paulo; usina hidrelétrica de Miranda (408 MW); no rio Araguari, em Minas Gerais; usina hidrelétrica Machadinho (1.140 MW), no rio Pelotas, em Santa Catarina; usina hidrelétrica São Salvador (243 MW), no rio Tocantins, em Tocantins; na usina hidrelétrica de Passo Fundo (226 MW), no rio Passo Fundo, no Rio Grande do Sul; e na usina hidrelétrica Ponte Pedra (176 MW), no rio Correntes, no Mato Grosso.

## Transmissão
A Engie detém a concessão de dois sistemas de transmissão de energia, em implantaçãoː Gralha Azul (1.000 km), no Paraná, e Novo Estado (1.800 km), localizado entre o Pará e o Tocantins, totalizando 2.800 km de linhas de transmissão.

## Transporte de gás
A Engie Brasil detém 17,5% da Transportadora Associada de Gás S/A, que possui uma infraestrutura de 4.500 quilômetros de gasodutos de alta pressão, que se estende pelo litoral das regiões Sudeste e Nordeste (como o Gasene e a Malha Nordeste), além de um trecho entre Urucu e Manaus, no Amazonas. A TAG está presente em 10 estados brasileiros e cerca de 200 municípios. Outros 32,5% da TAG pertencem a Engie S.A..

## Mercado
A Engie é uma companhia de capital aberto, com ações negociadas na BM&FBovespa (Bolsa de Valores, Mercadorias e Futuros de São Paulo). Integra o ISE (Índice de Sustentabilidade Empresarial da BM&F Bovespa) – ferramenta para análise comparativa da performance das empresas listadas na BM&FBovespa, que leva em conta critérios como eficiência econômica, ações e políticas de sustentabilidade ambiental e social, além de governança corporativa – desde a sua criação, em 2005.

## Reconhecimento
A Engie é uma das empresas referência em sustentabilidade[carece de fontes?], ocupando papel de destaque entre os empreendimentos do setor elétrico[carece de fontes?]. Devido a essa visão e às suas boas práticas de gestão, recebeu diversas premiações[carece de fontes?], como: Prêmio Brasil Ambiental da Câmara de Comércio Americana (Amcham-Rio),  Prêmio Fritz Muller, Prêmio ADVB/SC Empresa Cidadã, Prêmio Expressão de Ecologia, Prêmio da Câmara de Comércio Brasil-Estados Unidos, Prêmio Valor Carreira, Prêmio LIF (Câmara de Comércio França-Brasil), 1° lugar entre As Melhores Companhias para os Acionistas, Prêmio Destaque Agência Estado Empresas, Prêmio Ser Humano (Associação Brasileira de Recursos Humanos - Seccional Santa Catarina), As Melhores da Dinheiro (edição especial da Revista Isto É Dinheiro), Melhor Empresa da América Latina em Relações com Investidores (Revista Institutional Investor), Prêmio Abrasca de Relatórios Anuais, Best Investor Relations (revista Institutional Investor), Prêmio Abrasca de Criação de Valor, entre outras.